# Gian Carlo Pajetta
Gian Carlo Pajetta (Torino, 24 giugno 1911 – Roma, 13 settembre 1990) è stato un politico e partigiano italiano.

## Biografia

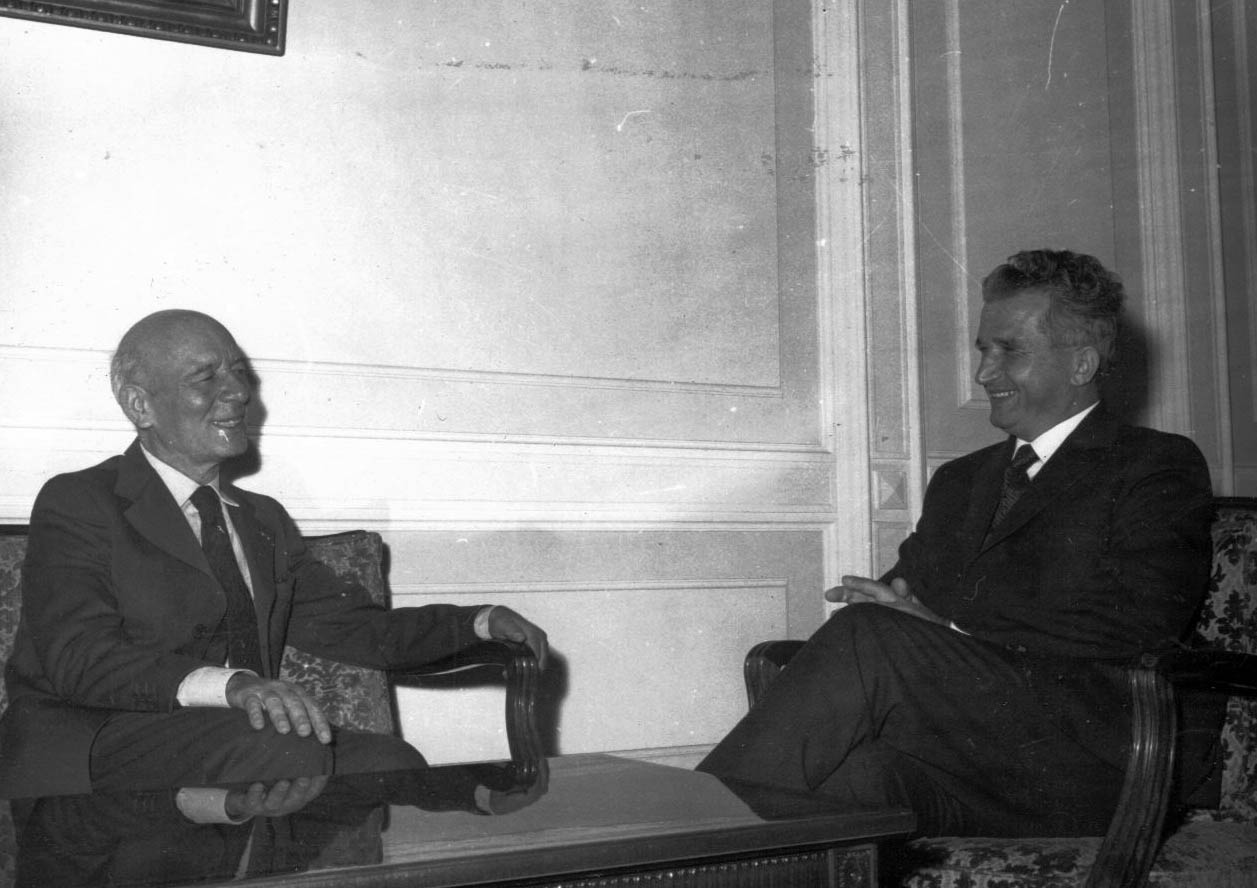
Gian Carlo Pajetta con Nicolae Ceaușescu

### Famiglia e studi
Fratello di Giuliano, la famiglia risiedeva nel quartiere operaio San Paolo di Torino. I genitori, pur non iscritti al partito, si dichiaravano comunisti; il padre Carlo era impiegato e sindacalista presso l'Istituto San Paolo e la madre Elvira Berrini era maestra elementare. Fin da giovane, memore degli attacchi subiti dal movimento operaio torinese per mano delle squadracce fasciste durante il biennio rosso, espresse le sue idee antifasciste, e si iscrisse al Partito Comunista d'Italia quando ancora frequentava il liceo d'Azeglio di Torino. Per questo nel 1927 fu espulso per tre anni "da tutte le scuole del Regno" e condannato a due anni di reclusione, per lui, ancora minorenne, una prova durissima.
Pajetta si formò intellettualmente leggendo i classici del movimento operaio ed alcuni autori anarchici. In prigionia studiò le lingue, lesse Einaudi, Gaetano De Sanctis, Gentile, Croce, Volpe, oltre a Verga ed ai romanzieri francesi e russi dell'Ottocento.

### Esilio, prigionia e Resistenza
Nel 1931, a vent'anni, andò in esilio in Francia e con lo pseudonimo di "Nullo" divenne segretario della Federazione Giovanile Comunista Italiana (FGCI), direttore di Avanguardia e rappresentante italiano nell'Internazionale Comunista.
Nel 1933 fu inviato in missione segreta a Parma con l'obiettivo di convincere alcuni membri del fascismo ad abbandonare il regime, ma fu scoperto dalla polizia fascista il 17 febbraio dello stesso anno: fu quindi condannato a ventun anni di carcere per "attività eversiva". Dopo alcuni trasferimenti carcerari (a Roma fu detenuto con l'amico Ercole Pace), venne liberato a seguito della caduta del fascismo il 23 agosto 1943 e successivamente entrò nella Resistenza partigiana, facendo parte assieme a Luigi Longo, Pietro Secchia, Giorgio Amendola e Antonio Carini del Comando generale delle Brigate Garibaldi.
Nel 1944 fu nominato, insieme a Ferruccio Parri ed Alfredo Pizzoni, presidente del Comitato di Liberazione Nazionale dell'Alta Italia: da questa posizione intavolò trattative diplomatiche con gli alleati anglo-americani e con il futuro Presidente del Consiglio Ivanoe Bonomi. Divenne anche Capo di stato maggiore, ovvero vice-comandante nazionale, delle forze militari partigiane.

### Nel Partito Comunista Italiano
Nel 1947 fu il protagonista dell'occupazione della prefettura di Milano in seguito alla rimozione del prefetto Ettore Troilo da parte del ministro degli interni Mario Scelba. Nel 1948 entrò nella segreteria nazionale del partito, del quale fu il responsabile esteri (membro, tra l'altro, del Consiglio di Presidenza del Comitato Italia-Vietnam), e ne fece parte fino al 1986, anno in cui fu destinato all'incarico, molto più defilato, di presidente della commissione di garanzia. Nel 1956 fu inviato dal partito a Mosca insieme a Celeste Negarville.
Fu deputato al Parlamento nazionale dal 1946 fino alla morte, e al Parlamento europeo dal 1984.

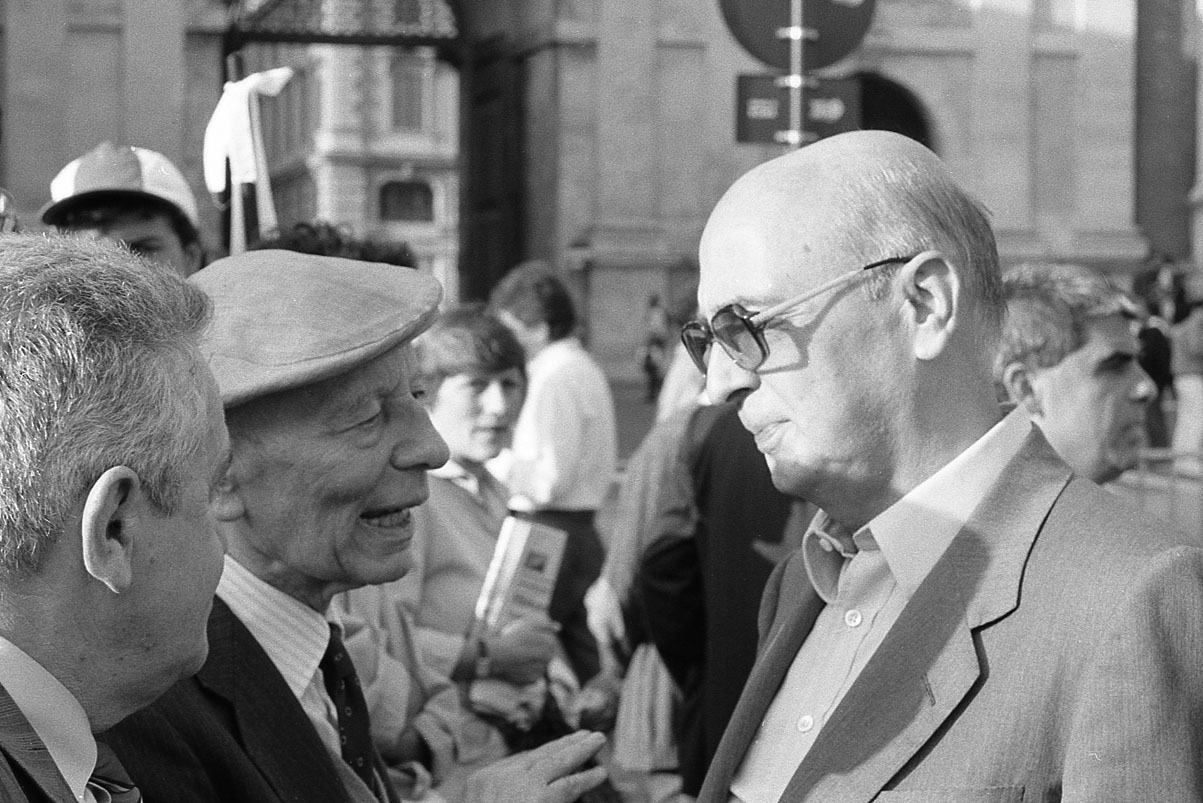
Giancarlo Pajetta con Giorgio Napolitano alla manifestazione del PCI a piazza del Popolo a Roma contro la flotta USA in Oman, 17 ottobre 1987

Modesto nella vita privata (viveva in un piccolo appartamento di un anonimo condominio di via Monteverde), in Parlamento e sui giornali dell'epoca Pajetta era noto per la veemenza e la causticità dei suoi discorsi: fu lui che nella primavera del 1953 - durante la discussione della "legge truffa" - entrò a Montecitorio con una riga di sangue che scorreva dal capo, lamentando che un cordone di "celerini" di Scelba schierato davanti alla Standa di via del Corso aveva impedito il passaggio di alcuni deputati socialisti e comunisti verso la Camera, e che alla sua esibizione del tesserino di parlamentare avevano risposto manganellandolo. Fino agli anni sessanta capitò spesso che alla Camera, nella foga della discussione, saltasse fuori dal suo banco per andare ad "invadere" le postazioni altrui ed era perciò considerato anche una figura "pittoresca" della politica italiana di allora. Grande era anche la sua capacità oratoria, che gli permetteva, con una sola battuta, di mettere in ridicolo il discorso degli avversari politici. Nel 1964 nel n° 12 sul periodico per ragazzi Pioniere dell'Unità fu pubblicato un suo racconto "Il segreto della guerra partigiana". Per questo era l'uomo di punta del PCI durante le messe in onda di Tribuna Politica, alle quali partecipò assiduamente, contribuendo a rendere celebri alcune puntate della storica trasmissione Rai.
Esponente della corrente riformista rappresentata da Giorgio Amendola prima e da Giorgio Napolitano poi, fu uomo di vivace intelligenza, di grande abilità dialettica e molto amato dai militanti (come si vide, da ultimo, nella grande partecipazione di popolo al suo funerale).
Fu sempre assolutamente leale verso il partito, inteso come entità collettiva rappresentata dai suoi dirigenti, anche quando le sue opinioni personali divergevano dalla linea politica espressa dai segretari, prima Palmiro Togliatti e poi Enrico Berlinguer: di quest'ultimo tenne comunque l'orazione funebre, quando la sua morte improvvisa lasciò il partito stordito e in angoscia (i militanti erano allora milioni), proprio perché universalmente riconosciuto come l'uomo che in quel momento ne rappresentava meglio la storia e l'unità.

Enrico Berlinguer in primo piano; alle sue spalle Pajetta, Pietro Ingrao e Ugo Pecchioli (di profilo); in ultima fila, a sinistra Achille Occhetto, a destra Davide Lajolo, detto Ulisse

Nella sua veste di responsabile delle relazioni estere con i "partiti fratelli", fu inviato al congresso del PCUS del 1980 a Mosca ad esprimere il dissenso del PCI dalla politica di Breznev in Afghanistan e in Polonia, e in quella circostanza la sua allocuzione fu fatta tenere non nella sala del Congresso al Cremlino bensì nella Casa del Sindacato, dinanzi ad una gelida platea che non applaudì.
Fu lui ad accogliere il segretario del MSI Giorgio Almirante a Botteghe Oscure, quando il leader missino volle andare a rendere omaggio alla camera ardente di Berlinguer, provocando una certa sorpresa tra l'immensa folla che attendeva di entrare.
Quattro anni dopo, alla morte di Almirante avvenuta nel 1988, fu lui stesso a rendere omaggio alla camera ardente dello storico avversario politico, suscitando anche in questo caso una certa sorpresa. Al momento della scelta del successore di Berlinguer, Pajetta era considerato ormai troppo anziano per partecipare alla successione (e inoltre egli era molto caro al popolo del PCI ma pochissimo al suo gruppo dirigente) e inutile fu la sua opposizione al progetto di Achille Occhetto, ovvero la trasformazione del PCI in Partito Democratico della Sinistra.
La firma di Pajetta era costantemente presente sulla stampa comunista - fu più volte direttore de l'Unità e, per breve tempo, del periodico politico-culturale Rinascita. Fu solo negli anni ottanta, alla fine della sua carriera politica, che, liberato (pur controvoglia) dagli impegni politici pressanti, cominciò a scrivere libri, dalla forte caratterizzazione autobiografica.
Pajetta morì all'improvviso la notte del 13 settembre 1990 nella sua casa di Roma, di ritorno da una Festa de l'Unità, prima di vedere la fine del suo partito.
Volle essere sepolto nel paese di Megolo, in Valdossola, luogo caro alla storia partigiana e dove è sepolto il fratello Gaspare caduto in battaglia contro i tedeschi nel 1943. Il funerale fu accompagnato dalle note di Bella ciao, de L'Internazionale e di Bandiera Rossa e la sua bara fu seguita da gonfaloni della città di Torino e di altre città e comuni e dalle bandiere partigiane proprio come lui aveva sempre immaginato. L'orazione funebre fu tenuta da Ugo Pecchioli. Alla cerimonia parteciparono migliaia di persone raccolte nel piccolo paese sui monti dell'Ossola.
Miriam Mafai, giornalista e scrittrice, è stata per gran parte della sua vita sua compagna, dal 1962 fino alla morte.

## Nella cultura di massa
Compagno di liceo di Alberto Levi, fratello maggiore della scrittrice Natalia Ginzburg, compare nel suo romanzo Lessico Familiare.
Viene citato nella canzone I funerali di Berlinguer dei Modena City Ramblers.
Viene citato nella canzone Piccola storia ultras della band Offlaga Disco Pax.

## Opere
- Lo scandalo dei mille miliardi in Parlamento, con Gennaro Miceli e Pietro Ingrao, Roma, Editori Riuniti, 1963.
- Socialismo e mondo arabo. Rapporto presentato alla I commissione del Comitato centrale del PCI, febbraio 1970, Roma, Editori Riuniti, 1970.
- I comunisti e i contadini, con Gerardo Chiaromonte, Roma, Editori Riuniti, 1970.
- La lunga marcia dell'internazionalismo, Roma, Editori Riuniti, 1978.
- I comunisti per la distensione e il disarmo, Roma, Editori Riuniti, 1979.
- Le crisi che ho vissuto. Budapest, Praga, Varsavia, Roma, Editori Riuniti, 1982.
- Il ragazzo rosso, Milano, A. Mondadori, 1983.
- Il ragazzo rosso va alla guerra, Milano, A. Mondadori, 1986.